# Bipiramide triangolare elongata
In geometria solida, la bipiramide triangolare elongata è un solido di 9 facce che può essere costruito, come intuibile dal suo nome, allungando una bipiramide triangolare attraverso l'aggiunta di un prisma triangolare tra le sue due metà congruenti. 

## Caratteristiche
Nel caso in cui tutte le sue facce siano poligoni regolari, la bipiramide triangolare elongata diventa uno dei 92 solidi di Johnson, in particolare quello indicato come J14, ossia un poliedro strettamente convesso avente come facce dei poligoni regolari ma comunque non appartenente alla famiglia dei poliedri uniformi.

## Formule
Considerando una bipiramide triangolare elongata avente come facce dei poligoni regolari aventi lato di lunghezza {\displaystyle a}, le formule per il calcolo del volume {\displaystyle V}, della superficie {\displaystyle A} e dell'altezza {\displaystyle h} risultano essere:
{\displaystyle V={\frac {a^{3}}{12}}(2{\sqrt {2}}+3{\sqrt {3}})\approx 0,668715\ldots a^{3};}
{\displaystyle A={\frac {3a^{2}}{2}}(2+{\sqrt {3}})\approx 5,59808\ldots a^{2};}
{\displaystyle h={\frac {3+2{\sqrt {6}}}{3}}a\approx 2,63299\ldots a.}

## Poliedro duale
Il poliedro duale di una bipiramide triangolare elongata è un bitronco di piramide, detto anche bitronco triangolare, il quale ha 8 facce: sei trapezoidali e due triangolari.
| Poliedro duale | Sviluppo piano del duale |
| -------------- | ------------------------ |
|                |                          |